# Русанова, Наталья Петровна
Наталья Петровна Русанова (род. 16 апреля 1959, Бендеры, Молдавская ССР, СССР) — государственный деятель Приднестровской Молдавской Республики. Первый заместитель министра промышленности Приднестровской Молдавской Республики с 5 февраля 2007 по 24 января 2012. Первый заместитель Председателя Правительства Приднестровской Молдавской Республики с 24 января 2012 по 10 июля 2013.

## Биография
Родилась 16 апреля 1959 в городе Бендеры Молдавской ССР.

### Образование
В 1976 окончила среднюю школу.
В 1987 окончила Одесский институт народного хозяйства.

### Трудовая деятельность
С 1981 по 1988 — экономист, старший инженер, заведующая отделом бытового обслуживания и местной промышленности Бендерского горисполкома.
С сентября 1988 по март 1999 — начальник планово-экономического отдела Бендерского производственного управления газового хозяйства.
С 1 марта 1999 по 2005 — заместитель генерального директора по экономическим вопросам регионального управления магистральных газопроводов «Тираспольтрансгаз».
С 2005 по 2006 — директор по экономике ООО «Тираспольтрансгаз-Приднестровье».
С 2006 по 2007 — директор по экономике и финансам ООО «Тираспольтрансгаз-Приднестровье».
С 5 февраля 2007 по 24 января 2012 — первый заместитель министра промышленности Приднестровской Молдавской Республики.
С 24 января 2012 по 10 июля 2013 — первый заместитель Председателя Правительства Приднестровской Молдавской Республики.

## Семья
Замужем, есть дочь.

## Награды
- Орден «Трудовая слава»
- Медаль «За трудовую доблесть»